# Maxis (computerspelbedrijf)
Maxis is een computerspelbedrijf, vooral bekend van de serie De Sims en de SimCity-reeks.

## Geschiedenis
In 1987 werd het bedrijf opgericht door Will Wright en Jeff Braun, in 1997 werd het deels overgenomen door Electronic Arts (EA). De vanaf toen uitgebrachte computerspellen dragen dan ook alleen nog de naam van dat bedrijf, hoewel Maxis wel nog bestaat in de bedrijfsstructuur van EA.
De door Maxis ontwikkelde spellen zijn vrijwel allemaal in te delen in het simulatiegenre. Een van hun bekendste games is SimCity (1989), en diens opvolgers SimCity 2000 (1993), SimCity 3000 (1999), SimCity 4 (2003) en SimCity (2013). Daarnaast probeerde Maxis het met andere simulatiespellen zoals SimTower, SimLife, SimFarm en anderen. Deze behaalden nooit het gehoopte succes.
Een andere hit van Maxis is The Sims (2000), waarin de speler het leven van enkele virtuele personages, Sims, kan regelen. Tegen alle verwachtingen in werd The Sims het meest verkochte computerspel ooit. Er volgden verscheidene uitbreidingspakketten en in 2004 lanceerden ze De Sims 2, uitgerust met 3D-engine. Van De Sims 2 verscheen ook een reeks uitbreidingspakketten en accessoirepakketten.
Later werd Spore uitgebracht. Dit spel simuleert de geschiedenis en toekomst van het leven.
In oktober 2006 werd Maxis volledig overgenomen door Electronic Arts.